# Honveda nepalina
Honveda nepalina är en fjärilsart som beskrevs av Nakamura 1976. Honveda nepalina ingår i släktet Honveda och familjen tandspinnare. Inga underarter finns listade i Catalogue of Life.